# Lo Picot
Lo Picot är ett berg i Spanien.   Det ligger i provinsen Provincia de Huesca och regionen Aragonien, i den nordöstra delen av landet, 400 km öster om huvudstaden Madrid. Toppen på Lo Picot är 873 meter över havet, eller 211 meter över den omgivande terrängen. Bredden vid basen är 5,2 km.
Terrängen runt Lo Picot är huvudsakligen lite kuperad. Runt Lo Picot är det glesbefolkat, med 8 invånare per kvadratkilometer. Närmaste större samhälle är Alfarràs, 13,7 km söder om Lo Picot. 